# Кривошеин, Николай Григорьевич
Николай Григорьевич Кривошеин (исп. Nicolás Krivoschein или Krivoshein; 24 сентября (7 октября) 1893, Санкт-Петербург — 6 ноября 1968, Алма-Ата) — парагвайский инженер российского происхождения. Сын инженера Григория Кривошеина.

## Биография
Окончил Тенишевское училище и Институт инженеров путей сообщения (1918). В 1918—1919 годах работал под руководством своего отца на строительстве Волховской ГЭС. Одновременно преподавал в Институте инженеров путей сообщения на кафедре гидравлики и работал над модернизацией Аэродинамической лаборатории; переписывался с К. Э. Циолковским.
В 1921 году вместе с семьёй эмигрировал в Чехословакию. Преподавал, защитил диссертацию. Занимался расчётами для автомобильного завода «Шкода» и для последующего строительства гидроэлектростанции на реке Ваг. В 1929 году вместе с женой Ниной (урождённой Ломшаковой) и трёхлетней дочерью переехал в Аргентину, а годом позже, по приглашению Ивана Беляева, в Парагвай. Был одним из основателей инженерного факультета Национального университета Асунсьона.
С 1948 года преподавал в Национальном университете Ла-Платы, выпустил учебник по векторному исчислению (Cálculo vectorial; 1949) и монографию по гидрологии «Натуральный метод расчёта кривой обратного течения» (Método natural de cálculo de las curvas de remanso; 1950). Затем в 1958 году основал и возглавил кафедру электротехники в недавно созданном Национальном университете Юга в Баия-Бланке.
В 1960 году вместе с женой и тремя сыновьями репатриировался в СССР, жил в Алма-Ате. Дочь — лингвист Наталия Кривошеин де Канесе.

## Память
Имя Кривошеина носит улица (Calle Ingeniero Nicolás Krivoschein) в Асунсьоне.